# Graduation (album)
Graduation è il terzo album dell'artista statunitense hip-hop Kanye West, il quale è stato pubblicato l'11 settembre 2007 dall'etichetta Roc-A-Fella. Le sessioni di registrazione per l'album si sono svolte prevalentemente presso il Chung King Studios a New York e al Chalice Studios a Los Angeles tra il 2005 e 2007. È stato prodotto principalmente da West e da DJ Toomp, e presenta contributi musicali provenienti da molti artisti, tra cui Mos Def, Dwele, T-Pain, Lil Wayne e Chris Martin dei Coldplay. La copertina è stata interamente disegnata dall'artista contemporaneo giapponese Takashi Murakami.
Ispirato dal gruppo irlandese degli U2 e da altri gruppi musicali per rendere più ispiratrice e perfetta per un inno la musica hip-hop, West incorporò suoni da sintetizzatore nella sua produzione dilettandosi con la musica elettronica e campionando da una più ampia gamma di generi musicali. Dal punto di vista dei testi, Graduation è più introspettivo rispetto ai suoi predecessori, con West che analizza se stesso trasmettendo la propria visione ambivalente sulla sua fama ritrovata. Inoltre segue il tema scolastico già presente nei due precedenti album, The College Dropout e Late Registration.
L'album ha debuttato al numero uno della classifica statunitense Billboard 200, vendendo 957 000 copie nella prima settimana. Sono stati pubblicati cinque singoli a sostegno dell'album, tra i quali successi internazionali come Can't Tell Me Nothing, Stronger e Good Life. La coincidenza della stessa data di uscita con quella dell'album Curtis di 50 Cent ha generato molta pubblicità sui due progetti per vedere quali dei due avrebbe venduto di più. Nonostante i buoni numeri racimolati da Curtis,  Graduation  uscì vincitore dal confronto, con quasi un milione di copie vendute. Graduation ha ricevuto recensioni positive dalla maggior parte dei critici musicali e ha fatto guadagnare a Kanye numerosi riconoscimenti, tra i quali un Grammy Award al miglior album rap.

## Antefatto
Graduation è il terzo capitolo della prevista tetralogia di album a tema scolastico dell'artista, successivamente interrotta a causa della concezione diversa avuta per il suo quarto album in studio, 808s & Heartbreak. L'album mostra l'ennesima evoluzione distintiva nello stile musicale di West e del suo approccio produttivo. Dopo aver trascorso l'anno precedente in giro per il mondo con gli U2 nel loro Vertigo Tour, West si sentì ispirato nell'osservare Bono aprire i propri concerti negli stadi ogni sera e alle ovazioni che riceveva e cercò di comporre inni rap che avrebbero potuto funzionare meglio in questi contesti. Nel suo tentativo di raggiungere questo status da stadio, West inserì l'utilizzo dei sintetizzatori nella sua produzione hip-hop, il che dimostra come egli abbia sperimentato con la musica elettronica e come sia stato influenzato dalla musica degli anni '80. West è stato particolarmente influenzato dalla musica house, un sottogenere di musica EDM originario di Chicago. In passato, West dichiarò che nella propria infanzia, ascoltava musica hip-hop a casa o in macchina, ma se voleva ballare frequentava discoteche house.
West ha inoltre esteso le sue possibilità musicali non limitandosi ai suoi consueti campionamenti R&B e Soul, ma campionando da una varietà più eclettica di generi musicali tra i quali il pop rock, l'elettronica, il rock progressivo, il synth pop, l'electro, il reggae e la musica dub. Per gran parte dell'album, West ha adottato uno stile rap esuberante e dilatorio emulando la vocalità di Bono. Oltre agli U2, West ha tratto ispirazione da gruppi rock come i Rolling Stones e Led Zeppelin per la realizzazione della melodia e della progressione degli accordi. In termini di poetica, West cercò di semplificare alcune delle sue rime, poiché dopo il tour con i Rolling Stones (A Bigger Bang Tour) scoprì che non poteva elettrificare bene il pubblico con le sue complesse liriche.

## Registrazione

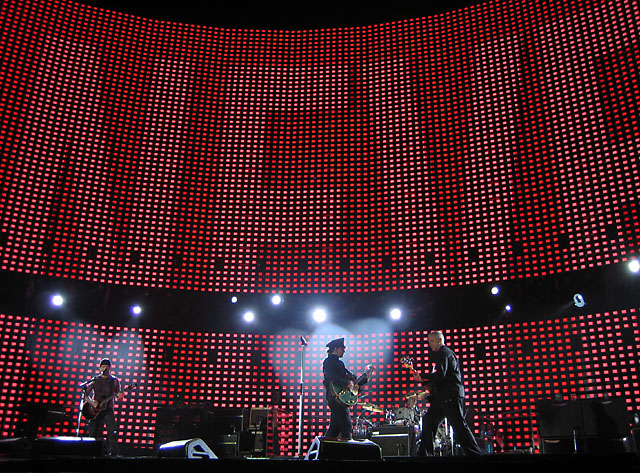
L'esperienza di Kanye al tour degli U2, Vertigo Tour (nella foto) ha ispirato la direzione dell'album.

Kanye West ha iniziato a lavorare su Graduation immediatamente dopo l'uscita del suo secondo album Late Registration. Verso la fine del settembre 2005, West aveva già completato tre canzoni per l'album, che avrebbe dovuto contenere 12 pezzi. Durante la registrazione dell'album, West ascoltò canzoni scritte da cantautori folk e country come Bob Dylan e Johnny Cash nella speranza di migliorare il proprio gioco di parole e la propria capacità di narrare. Il primo dei cantautori fu consigliato a West da più suoi amici, tra cui la DJ inglese Samantha Ronson, i quali affermarono che la sua musica e il modo in cui affronta la stampa li ricordavano Dylan. Inoltre l'artista ascoltò anche le sue band preferite di rock alternativo, tra cui i Killers, i Radiohead, i Modest Mouse, e i Keane, al fine di ottenere idee su come rendere la sua musica più accessibile agli stadi.
Rispetto agli album precedenti, Graduation offre un minor numero di collaborazioni musicali. Kanye spiegò questa scelta di ridurre i featuring affermando che: "Quando sento le registrazioni dei miei gruppi preferiti - i Killers e i Coldplay - si sente una sola voce, dall'inizio alla fine". I cantanti R&B T-Pain e Dwele, i rapper di New York Mos Def e ALBe. Back e il famoso produttore discografico di hip-hop DJ Premier sono presenti all'interno delle singole tracce principalmente per fornire hooks e cori. Tuttavia, anche se originariamente l'album non avrebbe dovuto avere apparizioni rappate di altri artisti, West successivamente decise di invitare Lil Wayne sul brano "Barry Bonds". In seguito West ricambiò il favore contribuendo alla produzione del sesto album di Lil Wayne, Tha Carter III.
Molti brani dell'album contengono voci di coro da Connie Mitchell del gruppo dance australiano Sneaky Sound System. La collaborazione è nata quando West incontrò i compagni di band Angus McDonald e Daimon Downey in un ristorante a Sydney durante il tour in quel paese con gli U2 nel novembre 2006. Cercando ispirazione musicale, West chiese a McDonald dell'idee, il quale suggerì la collaborazione con la Mitchell. Subito dopo la Mitchell arrivò ai 301 Studios, dove lui stava registrando musica e la fece cantare su una traccia e rapidamente gli piacque la sua voce. Tempo dopo, la cantante ha ricevuto una chiamata da West, che le chiedeva di recarsi al The Record Plant di Los Angeles per iniziare a registrare per il suo terzo album. La Mitchell, più tardi, ammise che prima non sapeva nemmeno chi fosse Kanye West e non le interessava la musica hip-hop, e che da questa collaborazione cambiò opinione.
In un'intervista con Billboard, West rivelò di aver lavorato con Chris Martin, frontman dei Coldplay, su una canzone intitolata Homecoming, e che sarebbe potuta essere eventualmente pubblicata come primo singolo dell'album. La collaborazione avvenne l'anno prima, quando Kanye West e Chris Martin si incontrarono l'un l'altro durante una sessione improvvisata agli Abbey Road Studios di Londra. Kanye ebbe appena finito di esibirsi lì per un concerto mentre la band stava registrando la propria musica nello stesso istante, e così ci fu l'incontro. La canzone in sé, è una rivisitazione di "Home", un brano presente quattro anni prima nel mixtape di Kanye, Get Well Soon .... La versione originaria possedeva, un tempo, il marchio di fabbrica di West, cioè una campionatura velocizzata di una voce soul, e la presenza del cantante neo-soul John Legend sul ritornello. Ampiamente considerato dagli ascoltatori e dai critici il brano più radio-friendly dell'album, il terzo singolo Good Life venne definito dal rapper come la canzone più "palesemente commerciale". West ammise che in realtà non gli interessava granché del singolo, ma fu pressato per pubblicarlo dalla sua etichetta discografica, la Def Jam. Tuttavia, Kanye ha riferito che non tiene rancore verso la propria etichetta per questo fatto.
Più di qualsiasi altra canzone dell'album, la canzone rap manifesto da stadio I Wonder è stata la più influenzata dagli U2. Kanye la considera una delle tre sue canzoni preferite presenti nell'album. Kanye disse che aveva cercato di fare l'equivalente hip-hop di City of Blinding Lights del gruppo sopracitato. Egli affermò di aver sentito il rullante utilizzato in strada durante lo shopping in un Moss e trascorse, poi, settimane a lavorare su di esso. Il rapper disse inoltre che la scrisse pensando di eseguirla davanti ad un pubblico di oltre 50 000 persone. Con questo in mente, si è concentrato nel parlare più basso e offrendo inizialmente il suo rap in un intenso staccato vocale, scandendo e sottolineando ogni singola sillaba di ogni parola prima di passare ad una parte più veloce, più fluida durante la seconda strofa. Kanye stava considerando I Wonder come quarto singolo dell'album ma, infine scelse Flashing Lights, indicandola come la canzone più "cool" dell'album.
Graduation ha iniziato a prendere forma intorno al periodo delle riprese del video musicale per il secondo singolo Stronger, mentre prima Kanye stava "facendo ancora canzoni senza meta". L'immaginario sci-fi del video diretto da Hype Williams ispirò West per far prendere alla sua musica una direzione più futuristica. Dopo le riprese del video, iniziate prima ancora che Kanye avesse finito di scrivere la canzone, è tornato in studio per rifare alcune parti di Stronger e vari altri brani dell'album, guardando film come Total Recall per avere altre idee. Kanye ha mixato la canzone settantacinque volte, finché non sarebbe riuscito ad ottenere il suono preciso che la grancassa avrebbe dovuto avere. Ci ha lavorato con otto diversi tecnici del suono di tutto il mondo registrando oltre cinquanta versioni del brano. Sentendosi ancora insoddisfatto dopo averla ascoltata in un club dopo The Way I Are di Timbaland, West arruolò allora quel produttore per aiutarlo a riprogrammare il suono del tamburo. Graduation vede anche il ritorno del compositore e polistrumentista Jon Brion — che aveva svolto un ruolo chiave come co-produttore esecutivo su Late Registration — per il brano Drunk and Hot Girls.

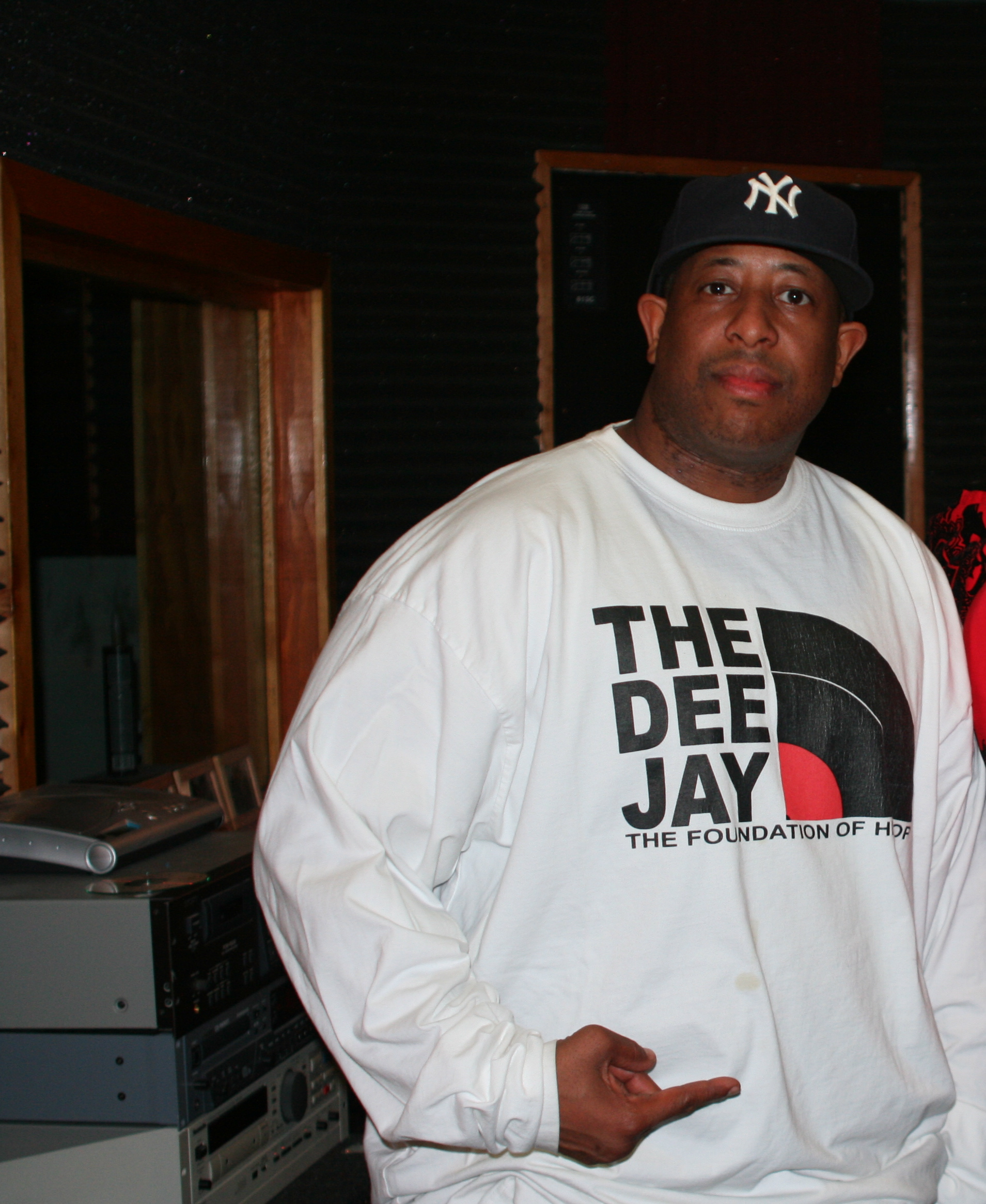
Il brano "Everything I Am" contiene screcth di DJ Premier.

Il beat di The Glory è stato originariamente concepito per l'amico e collega di Chicago Common, il cui settimo album, Finding Forever, era prodotto e registrato da West contemporaneamente a Graduation. Come era avvenuto con i loro precedenti lavori, alcuni brani che West realizzò per Finding Forever scartati da Common furono messi nell'album di Kanye. Everything I Am è un'altra canzone fatta su misura per Common che è stata presa da Kanye, fatto che il rapper cita nell'incipit della canzone. Il brano presenta degli scratch forniti dal famoso produttore discografico hip-hop DJ Premier. Dopo che West fece ascoltare la demo di Everything I Am al telefono a Premier, gli chiese cosa ne pensasse e il DJ rispose che aveva apprezzato i testi e il ritmo innovativo offrendosi di scratchare sulla traccia. Al lavoro sulla canzone, seguendo numerose istruzioni dategli da West, DJ Premier selezionò sette diversi scratch, compreso un break di tamburi, e li sparpagliò in tutto il brano, offrendo a West diverse opzioni.
Mentre è stata scritta da West, che immaginava il concept e il ritornello in ascensore, la dedica a Jay-Z Big Brother si pone come l'unica canzone dell'album non prodotta da West. La produzione del brano è, invece, gestita esclusivamente dal produttore discografico di Atlanta DJ Toomp. Secondo il cugino di West, il cantante soul Tony Williams, Jay-Z si è emozionato dopo che Kanye gli ha fatto sentire la canzone in studio per la prima volta. In un'intervista a Rolling Stone, West si è ricordato che era "un momento molto serio". Quando è stato chiesto il suo parere, Jay-Z ha risposto che egli considerava Big Brother una buona rappresentazione dal punto di vista del "fratellino" affermando che era "brillantemente scritta" e considerandola la miglior canzone di Kanye da Jesus Walks per quanto riguarda la struttura e l'emotività. Anche se Bittersweet Poetry appare come traccia bonus su iTunes, fu in realtà uno dei primissimi brani realizzati per Late Registration. Dopo aver visto insieme il film biografico Ray, Kanye e il musicista blues-rock John Mayer decisero di collaborare su un disco e subito dopo furono in studio di registrazione per comporre la canzone Bittersweet. I due avevano già lavorato insieme su Go!, il terzo singolo estratto dal sesto album di Common Be. Alla fine, poiché West sentiva che la loro canzone non si amalgamasse bene con le sonorità del suo secondo album, è stata scartata.

## Descrizione

### Musica e stile
Con Graduation, West partito dai caldi campionamenti soul di The College Dropout e dal lussureggiante chamber pop orchestrale di Late Registration si mosse verso un sound più atmosferico, rock ed elettronico. L'evoluzione musicale avvenne attraverso l'ascolto di generi musicali come il Britpop, l'Euro-disco, la musica alternativa e indie-rock americano, e la musica house di Chicago. Seguendo questa direzione, West abbandonò gran parte della strumentazione dal vivo che caratterizzava i suoi due album precedenti e sostituendoli con l'utilizzo di sintetizzatori. West inserì quindi dei synth-riff distorti, ritmi house, ritmi elettro-disco e una serie di effetti sonori elettronici modulati nella sua produzione hip-hop.
Nonostante gli attributi sintetici dominanti, l'enfasi sugli arrangiamenti organici che aveva accentuato Late Registration è rimasta un fattore significativo anche su Graduation. Inoltre, come il suo predecessore, l'album non ha seguito le tecniche di loop convenzionali tipiche dell'hip-hop contemporaneo e invece ha proseguito aggiungendo improvvisi mutamenti musicali all'interno delle strutture delle canzoni a più strati introducendo complicati introduzioni, bridge e code. Convinto che il suo precedente album era troppo indulgente e mal organizzato, West rese lo stile di Graduation meno ornato, eliminando gli skit, e sequenziandolo in modo tale che l'album fosse più coeso.

### Produzione
Graduation apre su una nota sparsa di Good Morning, che inizia con un riecheggiante battito di un campanaccio e una linea di basso martellante fuse con un semplice, arpeggiante bordone. Il bordone è soffocato dalla musica che arriva al ritornello, fusione di synth ambient e di un coro realizzato da un campionamento strumentale di Someone Saved My Life Tonight di Elton John. Good Morning si conclude con la voce di Jay-Z che ribadisce il testo di The Ruler's Back, la traccia di apertura del suo sesto album, The Blueprint. La produzione di Champion presenta drop a intermittenza e battiti di mani del 808, esprimendo una leggera influenza jazz-rock, evitando le chitarre e le trombe a favore di sintetizzatori vivaci. Nel testo, West rappa su un ciclo costante delle parole "their eyes" (i loro occhi), mentre il ritornello è formato dalla domanda: "Did you realize, that you were a champion?" (Hai capito, che eri un campione?). Entrambe le frasi sono prese dal testo di Steely Dan, Kid Charlemagne. La canzone mette in mostra anche un bridge quasi reggae cantato da Connie Mitchell nello stile vocale toasting. I Wonder è la canzone più influenzato dagli U2, già del pretesto dell'autore di farne l'equivalente hip-hop di City of Blinding Lights. Descritto dai critici musicali come "rap da stadio", il brano con anima soul inizia con un ritornello di pianoforte, contenente campionamenti da My Song del poeta inglese Labi Siffre. Continua, poi, a trasformarsi in una miriade di synth intrecciati interessati da distorti colpi di rullante e da eteree tastiere elettroniche. Durante il bridge, la progressione degli accordi cambia e la canzone adotta una sezione d'archi pesante che emula la melodia dei suoi synth. La composizione entra quindi in un momento strumentale finendo con un arrangiamento d'archi travolgente.
Good Life utilizza più sezioni musicali, inserendo cori che si armonizzano con la voce piena di autotune di T-Pain. La melodia della canzone si basa su un campionamento di tastiere da P.Y.T. di Michael Jackson, con il tempo leggermente diminuito e l'altezza del suono elevata al punto tale di assomigliare a delle grida. Barry Bonds si basa su una linea di basso lamentoso e di un organo gotico, mentre è scandita da lamenti provenienti da Long Red dei Mountain. Drunk and Hot Girls espone un valzer lento lanciato dal ritmo di una canzone sul bere dell'Europa orientale. Il brano contiene un mix di orchestrazione dark ed elettronica pura con elementi di "Sing Swan Song" della band tedesca di rock progressive Can. Invece di rappare, West e l'artista ospite Mos Def cantano sopra la melodia della canzone. Aprendo con un graduale crescendo di archi sinfonici, Flashing Lights emette synth potenti prima di calmarsi in un ritmo più moderato. Dopo l'introduzione, in cui la voce elaborata della Mitchell ripetere l'hook quattro volte, West rappa due strofe, ognuna seguita dal ritornello cantato da Dwele in accoppiata con l'hook. Dopo un break, la canzone entra in un momento dove il suo hook pesantemente manipolato risuona dentro e fuori prima che la coda lo richiami per la conclusione. Stronger, invece, è costruita intorno al campionamento di Harder, Better, Faster, Stronger dei Daft Punk.
Essendo composta utilizzando nient'altro che un pianoforte Rhodes, un campionamento vocale, e alcuni scratch, "Everything I Am" rappresenta la produzione più minimalista dell'album. West sposa un ritmo down-tempo per addolcire gli accordi di pianoforte accentuati dalla tuba piena di sentimento campionata da If We Can't Be Lovers di Prince Phillip Mitchell. La canzone presenta un hook fatto da DJ Premier costituito dal campionamento vocale contenente le parole "Damn, here we go again" prese da Bring the Noise dei Public Enemy. Con la sua velocità della grancassa, The Glory è un up-tempo, che rivisita il "chipmunk-soul", il precoce stile produttivo di Kanye. La canzone utilizza il campione vocale accelerato da Save The Country di Laura Nyro, accompagnato da archi edificanti e una sinfonia da coro gospel. Il cantante dei Coldplay Chris Martin canta il ritornello e fornisce un pianoforte dal gusto gospel, mentre Kanye rappa ancora più pesantemente sul suono dei tamburi in Homecoming. Le chiacchiere di un ambiente rumoroso e il tifo di una folla si sente in sottofondo per tutta la canzone. L'ode a Jay-Z Big Brother inizia con la voce di Kanye che pronuncia le parole: "Stadium status ...", sostenuto da una sezione d'archi,una batteria martellante, un riff distorto di chitarra e dei tasti soffici del pianoforte. A metà strofa, la traccia adotta dei synth che replicano la melodia delle corde in tensione. Prima della seconda strofa, la canzone è ornata con più elementi musicali, tra cui una linea di basso, delle percussioni metalliche e dei battimani. Il brano finale dell'album Good Night presenta le caratteristiche di produzione della prossima evoluzione di West. Poiché sovrappone il glitchy, suono meccanico di un 8-Bit con l'elegante, tradizionale suono di un pianoforte classico.

### Testi

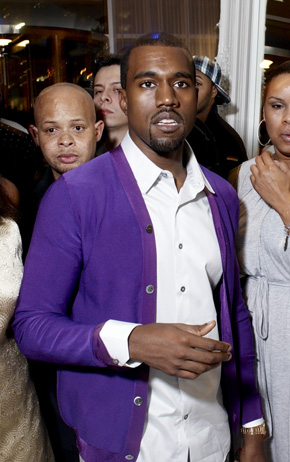
West scrisse testi esprimendo l'ambivalenza nei confronti della sua nuova ricchezza e fama.

Rispetto agli album precedenti, che sono stati in gran parte animati dal commento sulle tematiche relative al benessere sociale, Graduation è più introspettivo affrontando temi molto personali. West ha dichiarato che avrebbe voluto fare musica ispiratrice e quindi mise maggiore attenzione alla prospettiva individuale e all'esperienza che avrebbe dovuto connettersi di più con la gente, nel tentativo di creare "canzoni composte per le persone". Spaventato che i messaggi dietro i suoi testi complessi venivano spesso persi sugli ascoltatori e non andavano bene durante le performance live, West tentò di semplificare i suoi testi utilizzando una metrica più scheletrica per versi più semplici. Grazie alla notevole quantità di tempo utilizzato per elevare la sua capacità di narrazione con l'ascolto di musicisti folk, West riesce a formare una narrazione lirica all'interno di quasi ogni canzone dell'album. Kanye ha dedicato la maggior parte del disco verso un'analisi introspettiva su se stesso trasmettendo la sua visione ambivalente per la sua ricchezza e fama. Quindi i testi scritti da West oscillano una giocosa auto-esaltazione e una critica ai propri dubbi e insicurezze. Anche se fiducioso, estroverso e celebrativo di facciata, i temi di molte canzoni dell'album sono stati distanziati e trattenuti dal sottotesto malinconico. Alcuni critici musicali hanno rilevato che è stato composto con molta urgenza e che attraverso lo stile rap emotivo del rapper, il disco suonava come se stesse vivendo una crisi esistenziale.
La canzone di libere associazioni "Champion" è composta principalmente da frasi motivazionali, ma non solo, perché West parla anche del difficile rapporto avuto con suo padre. Esso, infatti, aveva divorziato da sua madre quando lui ebbe solo tre anni. Alla fine arriva alla conclusione che anche con i loro alti e bassi, suo padre era sempre un campione ai suoi occhi. Kanye ha descritto Stronger con la parola "emancipazione", perché usa questa canzone per sfogare la sua frustrazione per gli errori fatti in passato. I Wonder usa un tono introspettivo, avendo un ritornello incentrato sulla ricerca dei propri sogni, mentre nei versi Kanye descrive l'esperienze di una persona nel determinare il significato che sta dietro la vita e la realizzazione dei propri sogni. Utilizzando lo stesso stile vocale, lo staccato, Flashing Lights racconta la storia esagerata di uomo che contempla la complessità di un tragico rapporto. Can't Tell Me Nothing funge da riflessione di West sulla fama ed è caratterizzata dall'aspro rimorso e dalla consapevolezza di essere insolente. Kanye inizia la canzone esponendo i propri sentimenti contrastanti per quanto riguarda la ricchezza e il desiderio, descrivendo che l'impulso di spendere travolge qualsiasi altro obiettivo nella vita. Questo si lega alla sua percezione di incapacità totale di rimanere se stesso insieme alla figura sempre più importante che sta diventando davanti l'opinione pubblica.
West riacquista la sua destrezza lirica su Barry Bonds, in una battaglia amichevole con Lil Wayne, in cui i due si scambiano rime da spacconi in stile braggadocio. Il brano utilizza il giocatore di baseball della Major Leaugue Barry Bonds come metafora per la capacità di West di creare hit. Drunk and Hot Girls è un racconto in prima persona di un uomo che corteggiando una donna in un club ottiene più di quanto si aspettasse. Everything I Am è una canzone di auto-esame, in cui Kanye tenta di affrontare i propri errori individuando le conseguenze della sua schiettezza e rimuginando su cosa le persone si aspettano da lui. Nel brano, West enuncia la propria indifferenza nell'essere un personaggio gangster, il rifiuto di vestirsi e comportarsi come tutti gli altri rapper, la sua inclinazione verso la critica sociale e la sua mancanza di autocontrollo. West giunge alla conclusione che non sarà mai in grado di soddisfare le aspettative della gente e sarà sempre sfavorevolmente imperfetto e che queste imperfezioni lo rendono quello che è.
Homecoming è un sentito omaggio alla città natale di West, Chicago in Illinois. Usando una metafora personifica la città come un amore d'infanzia di nome Wendy, il rapper parla del suo amore per Chicago e il suo senso di colpa per lasciare "lei" per seguire la celebrità. Le prime parole della canzone parafrasano "I Used to Love H.E.R.", una canzone hip-hop anch'essa metaforica fatta dall'amico e collega Common, che in seguito apparve nel video musicale del singolo. West ha dedicato Big Brother a Jay-Z, il quale si sente così vicino da vederlo come un fratello. All'interno della canzone, West delinea sia il suo amore e la sua ammirazione sia la sua invidia e antagonismo verso Jay-Z, metaforicamente parlando equipara il loro rapporto a quello di una rivalità tra fratelli. West utilizza anche come ritornello della canzone una dedica accessoria al suo mentore No ID, che per primo gli ha insegnato come produrre musica. Simile alla musicalità precedente, le caratteristiche del testo della traccia di chiusura, Good Night allude alla successiva evoluzione musicale dell'artista. La maggior parte della canzone è composta da recite ripetitive dei ritornelli e bridge fatti da Mos Def e da Al Be Back. West rappa melodicamente un solo verso in cui rievoca nostalgicamente i viaggi al museo con i nonni. Quando il suo verso volge al termine, West rimprovera che una persona non può soffermarsi sul passato, e si incarica di vivere la propria vita come se non avesse un domani. In retrospettiva, con la morte di sua madre Donda meno di due mesi dopo che l'album fosse pubblicato in aggiunta alla fine della sua relazione con Alexis Phifer, le tracce di malinconia trovate sparse in Graduation si ritroveranno in maniera più concentrata nel prossimo album in studio, 808s & Heartbreak.

## Copertina

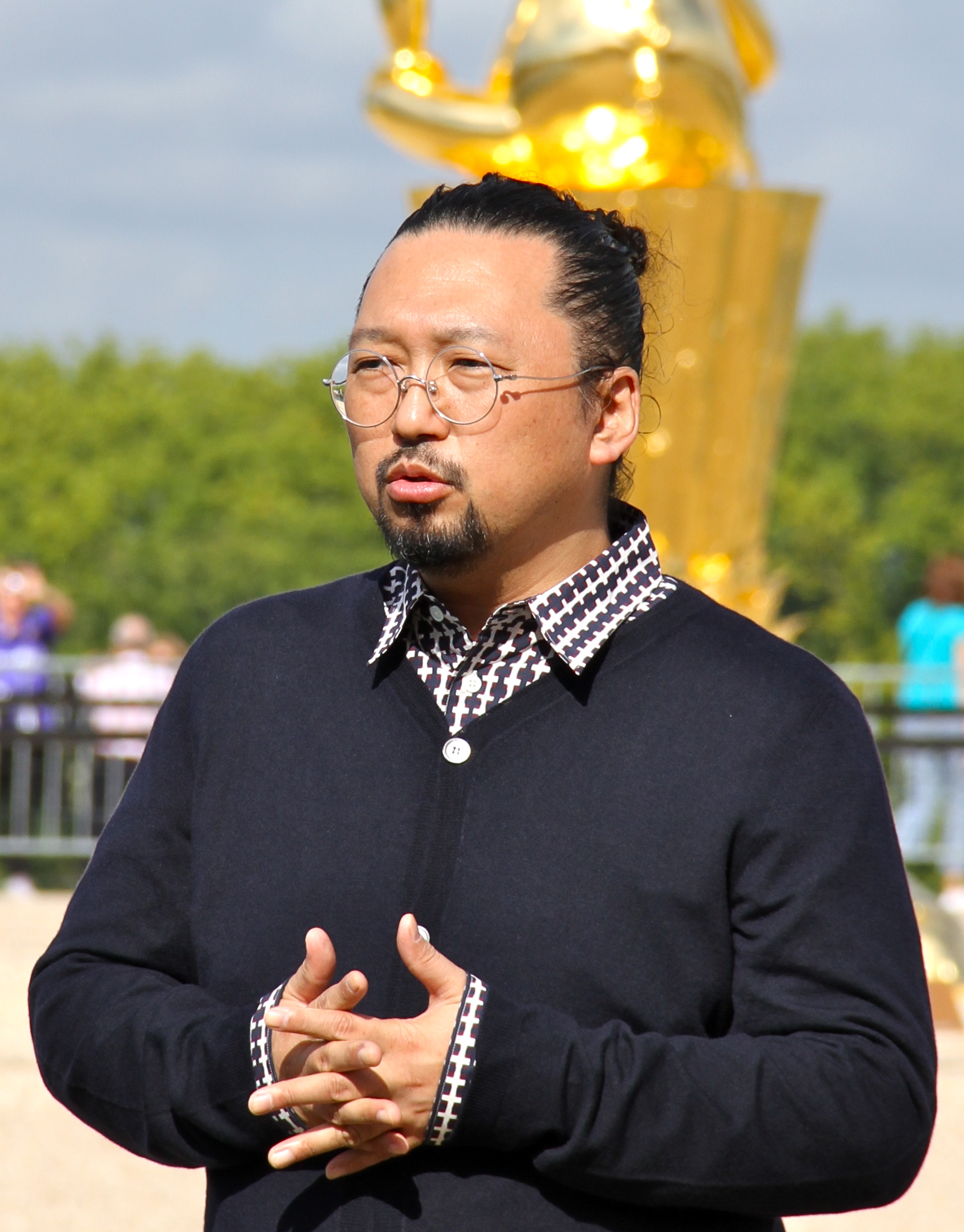
Il creatore della copertina Takashi Murakami

West ha collaborato con l'artista contemporaneo giapponese Takashi Murakami per supervisionare la direzione artistica di Graduation così come la progettazione delle copertine per i singoli che accompagnano l'album. Spesso chiamato "il Warhol del Giappone," la surreale arte visiva di Murakami è caratterizzata da creature da cartone animato che appaiono cordiali e allegre a prima vista, ma possiedono sfumature scure e contorte. La collaborazione tra i due è nata quando Kanye visitò lo studio Kaikai Kiki di Murakami nei Roppongi Hills durante un breve viaggio a Tokyo nel bel mezzo del tour l'anno prima. La copertina dell'album esprime molto colore con immagini stile pastello, influenzata dall'appartenenza di Murakami al movimento artistico post-moderno influenzato da manga e anime, il Superflat. Il processo di produzione è avvenuto nel corso di diverse settimane, con West che costantemente vedeva nuove immagini e l'inviava a Murakami e al suo team via email. Portando il tema scolastico espresso nei precedenti album al termine, la trama visiva delle immagini contenute all'interno delle note di copertina conducono ad una cerimonia di laurea che si svolge all'interno di un istituto universitario fittizio situato all'interno di una futuristica metropoli denominata Universe City. Murakami ha spiegato la metafora dietro l'opera dicendo
(Takashi Murakami)
Lo storyline del booklet è basato su "Dropout Bear", la versione cartoon di West come orsacchiotto antropomorfizzato. Le illustrazioni narrano le avventure di questo orso nel tentativo di raggiungere il campus universitario in tempo per la propria cerimonia di laurea. La storia inizia con una giornata piovosa dove Dropout si sveglia e corre fuori dal suo appartamento per arrivare immediatamente alla sua auto, modellata come una DeLorean. Quando il motore dell'auto si rompe, è costretto a trovare un mezzo alternativo di trasporto. Quindi prima tenta di chiamare un taxi, ma accelera proprio davanti a lui immergendolo di acqua presa dalla pozzanghera. Poi cerca di entrare su una metropolitana, ma la sfiorò quando passò. Senza più altre opzioni, Dropout è costretto a perseguire il proprio obiettivo a piedi. Mentre correva giù per il marciapiedi, popolati da funghi viventi con molteplici occhi, Dropout è inseguito da una nuvola di pioggia mostruosa che cerca di inghiottirlo. Alla fine, Dropout arriva all'università e lo fa giusto in tempo per la sua cerimonia stando davanti ai suoi colleghi, una grande varietà di creature antropomorfe come lui. Il racconto per immagini si conclude con Dropout catapultato dall'università verso il cielo raffigurato sul retro della copertina. La copertina dell'album è stata citata come una delle cinque migliori dell'anno da Rolling Stone. I disegni della copertina dell'album sono stati successivamente portati in vita da Murakami attraverso l'animazione cel-shaded nel video musicale di tre minuti di "Good Morning".

## Pubblicazione e promozione

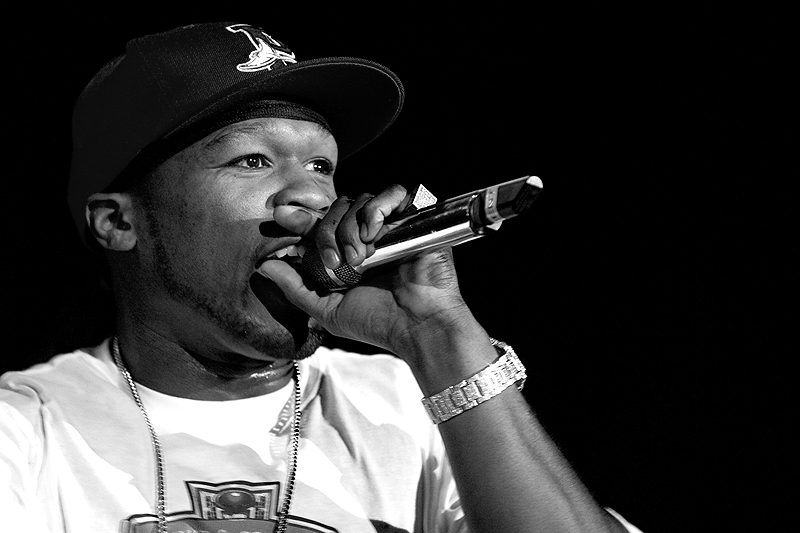
La pubblicità sulla data di uscita dell'album ha messo West in una gara di vendite contro il rapper 50 Cent (nella foto).

Mentre conduceva una sessione di ascolto per il suo secondo album Late Registration il 3 agosto 2005 ai Sony Music Studios, West rivelò l'intenzione di programmare l'uscita del suo terzo album Graduation intorno all'ottobre 2006. Diversi mesi dopo, il 28 marzo 2007, West è apparso sulla stazione radio di Los Angeles Power 106. In quell'occasione disse di star lavorando al suo terzo album, così come al settimo album di Common Finding Forever e rappò pochi secondi di una canzone nuova a cappella. L'undici maggio, è stato annunciato che la data di pubblicazione sarebbe stata il 18 settembre 2007. West ha rivelato il primo singolo Can't Tell Me Nothing sulla stazione radio di New York Hot 97 il 15 maggio. Ha poi pubblicato un mixtape gratuito con lo stesso nome su internet il 27 maggio. Il mixtape presentava in anteprima alcune canzoni che più tardi sarebbero apparse su 'Graduation' e mostra inoltre vari artisti dell'etichetta GOOD Music di West così come collaborazioni con altri artisti non affiliati. Conteneva anche Us Placers, la canzone di debutto del supergruppo che West aveva formato con Lupe Fiasco e Pharrell Williams.
Alla fine di maggio, la Island Def Jam ha cambiato la data di uscita per l'album da fine settembre a una data non precisata di fine agosto, una decisione che West ha annunciato sul brano introduttivo del suo mixtape Can't Tell Me Nothing. Il 19 luglio la data di uscita dell'album è stata cambiata ancora una volta e si è decisa fosse l'11 settembre 2007, la stessa data di uscita di Curtis, terzo album del rapper 50 Cent. La prima volta che la proposta della sua etichetta di spostare la data di uscita del suo album, ancora una volta, così come l'idea di una gara di vendita tra lui e 50 Cent, West ha inizialmente espresso la sua indifferenza dicendo: "Quando ho sentito la discussione, ho pensato che fosse la cosa più stupida. Quando il mio album esce e l'album di 50 anche, tutti vincono perché si potrà ottenere un sacco di buona musica allo stesso tempo". Tuttavia, il presidente e CEO della Def Jam Jay-Z ha accolto con favore la concorrenza, ritenendo che sarebbe stata una cosa positiva per l'hip-hop e la data divenne permanente.
L'uscita dell'album ha generato molta pubblicità per lo scontro di vendita con Curtis di 50 Cent. Tre mesi prima della data di pubblicazione, West ha esteso la sua gratitudine nei confronti di 50 Cent per l'entusiasmo e l'eccitazione che la competizione amichevole aveva prodotto. Sebbene fiducioso che avrebbe vinto, West disse che sarebbe stato bene se avesse perso contro 50 Cent, dicendo che avrebbe preferito "essere il numero due in quel giorno, piuttosto che essere il numero uno in un giorno a cui nessuno importi". In un'intervista per USA Today, 50 Cent ha espresso la sua opinione sulla competizione per le vendite affermando che fosse " una fantastica idea di marketing — per Kanye West. Ma vendo molti più dischi di Kanye West e genero più interesse di Kanye West. Pensano che possano combinarci, ma scopriranno che finita la prima settimana le vendite parleranno da sole. Non c'è nessuna rivalità". Il 10 agosto, 50 Cent dichiarò durante un'intervista a SOHH che avrebbe concluso la propria carriera come artista solista se Graduation avesse venduto più copie rispetto a Curtis negli Stati Uniti. Tuttavia, ha ritrattato la sua dichiarazione all'interno di una intervista a MTV a causa di accordi contrattuali con l'Aftermath Entertainment e l'Interscope Records.

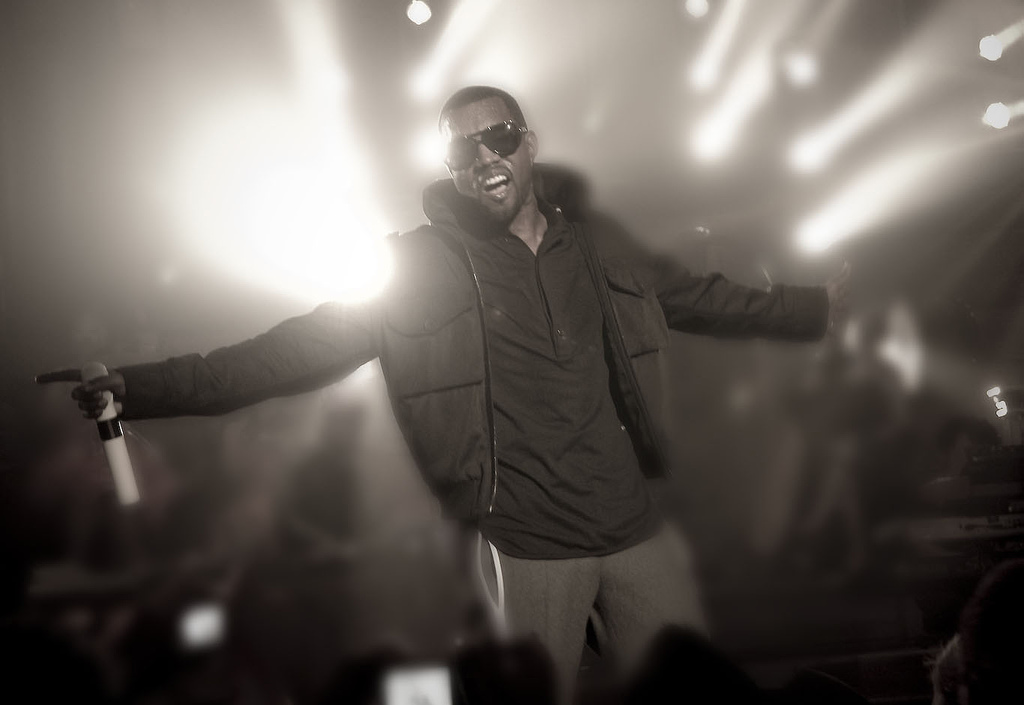
Kanye al Westminster Central Hall il 20 agosto 2007

Kanye ha speso una notevole quantità di tempo a promuovere Graduation durante un viaggio in Regno Unito. Il 17 agosto, West è stato ospite dello show di varietà britannico The Friday Night Project. Ha presentato le versioni anteprima delle canzoni Big Brother e Champion dal suo imminente terzo album mentre faceva un'apparizione allo show radiofonico di DJ Tim Westwood il 18 agosto. Più tardi quel giorno, West si è esibito al V Festival tenutosi a Chelmsford davanti ad un pubblico di oltre 50 000 persone e ha di nuovo suonato nuovo materiale da Graduation, nonché una cover tributo del singolo di Amy Winehouse Rehab. Ha poi tenuto un concerto segreto con la cantante delle Barbados Rihanna per un pubblico di oltre cinquecento fan e di selezionati ospiti al Westminster Central Hall di Londra il 20 agosto. Gli ospiti sono stati accolti da membri del personale vestiti con toghe universitarie e il tipico tocco universitario in riferimento al titolo dell'album, Graduation (laurea in italiano). Alla fine dello spettacolo, confetti d'argento e piccoli foglietti di carta, dove era scritto Touch the Sky, sono caduti dal soffitto sul pubblico mentre Touch the Sky, il quarto singolo dal Late Registration, è stato fatto ascoltare sui diffusori.
Dopo essere tornato negli Stati Uniti, West si è unito sul palco a 50 Cent per una performance a sorpresa davanti a un pubblico di oltre 20 000 persone in uno spettacolo tenutosi il 22 agosto al Madison Square Garden durante il tour di Ciara e T.I., lo Screamfest '07. Kanye si è esibito poi per un concerto di beneficenza promosso dalla sua fondazione benefica il 24 agosto presso l'House of Blues di Chicago. Al concerto, ha fornito interpretazioni dal vivo di canzoni di Graduation e ha regalato al pubblico un'anteprima del suo Glow in the Dark Tour. Il 28 agosto, West ha organizzato un sessione d'ascolto dell'album al New World Stages a New York. È stato lì che ha spiegato le proprie influenze e aspirazioni per l'album e ha suonato canzoni e ha fatto vedere video tratti da una varietà di futuristici film di fantascienza, tra cui Tron, Akira, 2046 e 2001: Odissea nello spazio. Due giorni dopo, la mattina del 30 agosto, una versione censurata dell'album trapelò su Internet. In un sondaggio condotto da Billboard, i risultati mostravano come circa il 44% dei lettori prevedeva che Graduation avrebbe venduto più dischi rispetto agli album di 50 Cent e Kenny Chesney. Le proiezioni per la prima settimana di vendite indicavano Graduation tra le 575 000 e le 700 000 copie, mentre Curtis tra le 500 000 e le 600 000 copie.

## Accoglienza
| Recensione        | Giudizio |
| ----------------- | -------- |
| AllMusic          | [ 68 ]   |
| Robert Christgau  | A−       |
| The Guardian      | [ 58 ]   |
| Los Angeles Times | [ 41 ]   |
| NME               | (6/10)   |
| Pitchfork         | (8.7/10) |
| Rolling Stone     | [ 60 ]   |
| Slant Magazine    | [ 71 ]   |
| Spin              | (8/10)   |
| Metacritic        | (79/100) |

Graduation ha ricevuto recensioni generalmente positive da parte della critica musicale. Su Metacritic, che assegna un punteggio standardizzato fino a 100 tramite le recensioni dei principali critici, l'album ha ricevuto un punteggio medio di 79, basato su 32 recensioni. Il redattore di AllMusic Andy Kellman ha accreditato a West "l'essere scaltro, di tanto in tanto stolto e avventuroso", e ha dichiarato, inoltre, che "coloro che hanno ammirato Kanye come produttore nitido, mentre lo detestano come MC potrebbero trovare i luccicanti synth ... essere uno dei più eclatanti punti chiave della storia hip-hop". Mark Pytlik di Pitchfork si è complimentato con l'accessibilità della sperimentazione sonora di West, notando la sua competenza visionaria nell'intrecciare elementi apparentemente disparati colmando lacune musicali". Greg Tate, scrivendo su The Village Voice, soprannomina Kanye come "l'MC più genuinamente confessionale nell'hip-hop al giorno d'oggi" e aggiunse "attacchi di narcisismo a parte, Graduation contiene pezzi fortissimi di produzione". Spin chiamò l'album "ipnotico e alienante, come tutte le forme più pure della cultura pop". Jayson Greene di Stylus Magazine disse che "serve come prova della maturazione di West" e, "musicalmente, almeno, è la cosa più compiuta che abbia mai fatto."
Nella sua recensione su Rolling Stone, Nathan Brackett si è complimentato per la sua costante evoluzione sempre più sperimentale con una flessione di genere nelle sonorità della produzione di Kanye. Aggiunse inoltre che anche se a lui manca "la maestria formale", di Jay-Z esso è "cresciuto come scrittore e ... dato l'anno schifoso che l'hip-hop ha avuto, la musica ha bisogno della sua creatività nevrotica e pazza più che mai". Josh Tyrangiel del TIME scrisse "Sottile come Graduation è il materiale, offre ritornelli da ko al prezzo di una Louis Vuitton ... West depreda meticolosamente gli strati migliori di ogni traccia con abbastanza sorprese che ci sono emozioni e scoperte in una dozzina di ascolti". Dorian Lynskey de The Guardian ha ritenuto che, nonostante i testi fossero talvolta deludenti, West in genere "indebolisce cliché rap con arguzia e ambivalenza". Robert Christgau di MSN Music ha commentato che "ogni singola traccia offre i suoi momentanei piacevoli ritornelli che ti fanno dire sì alle canzoni che pensavi insufficienti, dettagli confessionali e aperçus emotivi su un album che riduce la propria qualità del prodotto quando sono finiti".

## Tracce
1. Good Morning – 3:15 (Kanye West, Elton John, Bernie Taupin)
2. Champion – 2:47 (Walter Becker, Donald Fagen, Kanye West)
3. Stronger – 5:11 (Kanye West, Edwin Birdsong, Guy-Manuel de Homem-Christo, Thomas Bangalter)
4. I Wonder – 4:03 (Kanye West, Labi Siffre)
5. Good Life (feat. T-Pain) – 3:27 (Kanye West, Aldrin Davis, Faheem Najm, Quincy Jones, James Ingram)
6. Can't Tell Me Nothing – 4:30 (Kanye West, Aldrin Davis)
7. Barry Bonds (feat. Lil Wayne) – 3:24 (Kanye West, Dwayne Carter, Felix Pappalardi, John Ventura, Leslie Weinstein, Norman Landsberg)
8. Drunk and Hot Girls (feat. Mos Def) – 5:13 (Kanye West, Kenji Suzuki, Holger Schüring, Irmin Schmidt, Jaki Liebezeit, Michael Karoli)
9. Flashing Lights (feat. Dwele) – 3:57 (Kanye West, Eric Hudson)
10. Everything I Am (feat. DJ Premier) – 3:47 (Kanye West, Carlton Ridenhour, Eric Sadler, George Clinton Jr., Hank Shocklee, Phillip Mitchell)
11. The Glory – 3:32 (Kanye West, D. Smith, Felix Pappalardi, John Ventura, Laura Nyro, Leslie Weinstein, Norman Landsberg)
12. Homecoming – 3:23 (Kanye West, Chris Martin, Warryn Campbell)
13. Big Brother – 4:47 (Kanye West)

Durata totale: 51:16
Traccia Bonus iTunes
1. Good Night (feat. Al Be Back e Mos Def) – 3:05 (Kanye West, Albert 'Al Be Back' Daniels, Arthur Reid, Ewart Beckford, Jason T. Miller, William Maragh)

Traccia Bonus giapponese
1. Bittersweet Poetry (feat. John Mayer) – 4:10 (Kanye West, John Mayer)

### Campionature
- Good Morning contiene campionature da Someone Saved My Life Tonight di Elton John.
- Champion contiene elementi di Kid Charlemagne degli Steely Dan.
- Stronger contiene un campionamento di Harder, Better, Faster, Stronger dei Daft Punk.
- I Wonder contiene campionature da My Song di Labi Siffre.
- Good Life contiene un campionamento di P.Y.T. (Pretty Young Thing) di Michael Jackson.
- Barry Bonds contiene campionature da Long Red dei Mountain.
- Drunk and Hot Girls contiene campionature da Sing Swan Song cantata dai Can.
- Everything I Am contiene elementi provenienti da If We Can't Be Lovers di Prince Phillip Mitchell e da Bring the Noise dei Public Enemy.
- The Glory contiene campionature da Save the Country di Laura Nyro e da Long Red dei Mountain.
- Good Night contiene campionature da Nuff Man a Dead di Super Cat e da Wake The Town di U-Roy.
- Bittersweet Poetry presenta un pezzo di Bittersweet degli Chairmen of the Board.

Crediti:

## Successo commerciale
(Timbaland sulla pubblicazione in contemporanea di Graduation e Curtis.)
Il primo giorno dalla sua uscita, Graduation ha venduto oltre 437 000 copie negli Stati Uniti. L'album ha poi debuttato al numero uno della classifica statunitense Billboard 200, vendendo oltre 957 000 copie nella sua prima settimana. Graduation è il secondo album consecutivo di West che raggiunge la cima della Billboard 200 e debuttò anche alla numero uno in Regno Unito e Canada. Nella stessa settimana "Stronger" raggiunge la cima della Billboard Hot 100, vendendo oltre 205 000 download digitali e dando a West la sua terza numero uno. Al momento della sua uscita, Graduation conseguì la più alta prima settimana di vendita del 2007, superando Minutes to Midnight dei Linkin Park, che vendette 625 000 copie. La prima settimana di vendite è anche stata la più alta di West fino ad oggi, superando la settimana del suo precedente album Late Registration con 860 000 copie. Essa ha, inoltre, registrato la migliore prima settimana di vendite di tutti i dischi pubblicati negli ultimi due anni, con l'ultimo che è proprio Late Registration dello stesso Kanye West.
Inoltre, Graduation ebbe la quindicesima settimana con più vendite per un album da quando Nielsen SoundScan iniziò a monitorare i dati nel 1991, così come la più alta prima settimana di vendita da The Massacre (2005) di 50 Cent. Ha inoltre stabilito il record per la settimana con più copie digitali venduti fino ad allora registrando oltre 133 000 download, superando il precedente record dei Maroon 5 di 102 000 per It Won't Be Soon Before Long. La prima settimana di Graduation con 957 000 copie e la prima settimana di Curtis con 691 000 copie segnano la seconda volta dalla nascita della Nielsen SoundScan che due album debuttano nella stessa settimana con copie che superano le 600 000 unità negli Stati Uniti. La prima volta accadde nel settembre 1991, quando i Guns N' Roses pubblicarono nella stessa settimana Use Your Illusion I, che vendette 685 000 copie, e Use Your Illusion II, che vendette 770 000 copie. Le vendite totali della prima settimana di Graduation e Curtis hanno superato le vendite totali della prima settimana dei due album dei Guns N' Roses. 50 Cent ha mostrato benevolenza per la sua sconfitta. In una dichiarazione pubblicata ad Associated Press disse "Sono molto felice di aver partecipato a una delle più grandi settimane di pubblicazione degli ultimi due anni. Complessivamente, abbiamo venduto centinaia di migliaia di copia nella nostra settimana di debutto. Questo segna un grande momento per la musica hip-hop, ciò passerà alla storia". Dopo anni di vendite crollate, la competizione tra questi due album e la conseguente prestazione da record nella prima settimana rendono "un giorno fantastico per l'hip-hop".
Nella sua seconda settimana Graduation scivolò al secondo posto, a causa della pubblicazione dell'album Reba: Duets di Reba McEntire, vendendo 226 000 copie, pur mantenendo il proprio dominio su Curtis, che invece vendette 143 000 copie. La settimana dopo, con l'uscita di oltre 40 nuovi album, l'album di Kanye è sceso di tre posizioni arrivando alla numero cinque e vendendo 133 300 copie raggiungendo un totale complessivo di 1,3 milioni vendute entro il 3 ottobre. Alla fine dell'anno Graduation è stato il terzo album più scaricato venduto su iTunes. Graduation divenne, inoltre, il terzo album consecutivo di West a vendere oltre due milioni di copie negli Stati Uniti essendo certificato doppio disco di platino dalla Recording Industry Association of America (RIAA) il 18 ottobre 2007. A giugno del 2013 la Nielsen Soundscan ha riferito che Graduation ha venduto oltre 2 700 000 copie negli Stati Uniti.

## Classifiche

### Classifiche settimanali
| Classifica (2007-25)      | Posizione massima |
| ------------------------- | ----------------- |
| Australia                 | 2                 |
| Austria                   | 26                |
| Belgio (Fiandre)          | 11                |
| Belgio (Vallonia)         | 49                |
| Canada                    | 1                 |
| Danimarca                 | 10                |
| Finlandia                 | 16                |
| Francia                   | 9                 |
| Germania                  | 10                |
| Giappone                  | 12                |
| Irlanda                   | 2                 |
| Islanda                   | 14                |
| Italia                    | 33                |
| Lituania                  | 16                |
| Norvegia                  | 2                 |
| Nuova Zelanda             | 2                 |
| Paesi Bassi               | 11                |
| Polonia                   | 51                |
| Portogallo                | 30                |
| Regno Unito               | 1                 |
| Stati Uniti               | 1                 |
| Stati Uniti (R&B/Hip-Hop) | 1                 |
| Svezia                    | 6                 |
| Svizzera                  | 3                 |
| Ungheria                  | 32                |

### Classifiche di fine anno
| Classifica (2007) | Posizione |
| ----------------- | --------- |
| Australia         | 88        |
| Regno Unito       | 59        |
| Stati Uniti       | 12        |
| Svizzera          | 93        |
| Classifica (2008) | Posizione |
| Regno Unito       | 121       |
| Stati Uniti       | 79        |
| Classifica (2016) | Posizione |
| Stati Uniti       | 157       |
| Classifica (2021) | Posizione |
| Belgio (Fiandre)  | 140       |
| Danimarca         | 87        |
| Islanda           | 31        |
| Classifica (2022) | Posizione |
| Belgio (Fiandre)  | 91        |
| Danimarca         | 67        |
| Islanda           | 14        |
| Lituania          | 36        |
| Norvegia          | 35        |
| Svezia            | 90        |
| Classifica (2023) | Posizione |
| Canada            | 50        |
| Islanda           | 9         |
| Norvegia          | 10        |
| Nuova Zelanda     | 18        |
| Paesi Bassi       | 44        |
| Regno Unito       | 54        |
| Stati Uniti       | 58        |
| Svizzera          | 66        |
| Ungheria          | 97        |
| Classifica (2024) | Posizione |
| Portogallo        | 75        |
| Ungheria          | 59        |